# Warduj (distrikt)
Warduj är ett distrikt i Afghanistan. Det ligger i provinsen Badakhshan, i den nordöstra delen av landet, 300 kilometer nordost om huvudstaden Kabul.
Distriktet beräknades år 2022 ha cirka 26 000 invånare.